# Ramparts katonai temető
A Ramparts katonai temető (Ramparts Cemetery, Lille Gate) az egyetlen első világháborús nemzetközösségi sírkert, amely a belgiumi Ypres városban van.

## Története
Ypres városa a központja volt annak a kiszögellésnek, amelyet a francia és nemzetközösségi csapatok 1914 októbere és 1918 nyara között tartottak. 1915 áprilisától kezdve a németek rommá lőtték a várost.
A temető a lille-i kapuhoz közel, az egykori erődfal helyén, közvetlenül a várárok mellett fekszik, innen kapta a nevét is (szabad fordításbanː Erődfal temető). Először a francia csapatok használták temetésre a területét 1914. novemberben. A nemzetközösségi alakulatok halottai 1915. február és 1918. április között kerültek a földjébe. Az első világháborúban elesett nemzetközösségi katonák közül 197 nyugszik a Ramparts temetőben, a franciákat exhumálták. Hét kivételével valamennyi katonát sikerült azonosítani, 155-en britek, 14-en új-zélandiak, 11-en ausztrálok, tízen kanadaiak voltak.
A temetőt Sir Reginald Blomfield és George Hartley Goldsmith tervezte. Előbbi nevéhez fűződik a sírkerthez közel fekvő Menin Gate-emlékhely megtervezése is.